# Tramlijn Deventer - Borculo
De tramlijn Deventer - Borculo was een stoomtramlijn in Overijssel en Gelderland van Deventer naar Borculo.

## Geschiedenis
De lijn werd geopend op 26 augustus 1885  en werd bereden door Geldersch-Overijsselsche Stoomtram Maatschappij. De tramlijn werd aangelegd met een spoorwijdte van 1067 mm (kaapspoor). In 1934 werd dit gewijzigd in 750 mm om zo een betere aansluiting te krijgen op de overige tramlijnen van de Gelderse Tramwegen.
De Geldersch-Overijsselsche Stoomtram Maatschappij had een eigen station aan het Pothoofd, net buiten het centrum van Deventer. Van daaruit ging de tram over Harfsen, Laren, Lochem en Barchem naar Borculo.

## Plannen voor uitbreiding
De lijn voorzag in de negentiende eeuw duidelijk in een behoefte en de exploitatie was succesvol. Er kwamen al snel plannen voor uitbreidingen van het tramnet zoals een verbinding Zutphen – Deventer, die in 1926 door de Tramweg-Maatschappij Zutphen-Emmerik (ZE) werd gerealiseerd, en een zijlijn van Barchem naar Ruurlo.
Vanaf 1910 lagen er concrete plannen om de lijn vanaf Borculo via Groenlo en Meddo door te trekken tot Winterswijk. Daar zou een tramstation met emplacement verrijzen naast het station van de Nederlandsch-Westfaalsche Spoorweg-Maatschappij. Vanuit Winterswijk wilde de GOSM de lijn nog verder doortrekken naar Stadtlohn en Gescher in Duitsland, om daarmee het vervoer naar de haven te Deventer te vergroten. Hierop vooruitlopend was in 1913 al een overeenkomst gesloten met de De Groenlosche Tram, om de lijn Groenlo - Station Lichtenvoorde-Groenlo aan de GOSM over te dragen. Deze kon dan worden geëxploiteerd als zijlijn van de ontworpen tramlijn Borculo - Winterswijk. Voor de uitbreiding waren reeds vergunningen verleend en voorbereidingen gemaakt, maar door het uitbreken van de Eerste Wereldoorlog is het project nooit uitgevoerd.

## Cycloon
De cycloon die in 1925 Borculo verwoestte leidde tot veel nieuwsgierige dagjesmensen die per tram naar Borculo kwamen. Bovendien leverde de aanvoer van bouwmaterialen tijdens de herstelwerkzaamheden ook nog eens het nodige goederenvervoer op.

## Einde
Door de opkomst van autobus en vrachtwagen werd de tramlijn verliesgevend. Op 20 april 1931 werden de reizigerstrams vervangen door een autobusdienst. Het goederenvervoer is nog voortgezet tot 18 september 1944. Door vernieling van de bruggen over het Twentekanaal tijdens de bevrijding van het oosten van Nederland in april 1945 is de tramlijn van Deventer naar Borculo na de Tweede Wereldoorlog niet meer in gebruik genomen en in 1948 opgebroken.

## Externe link

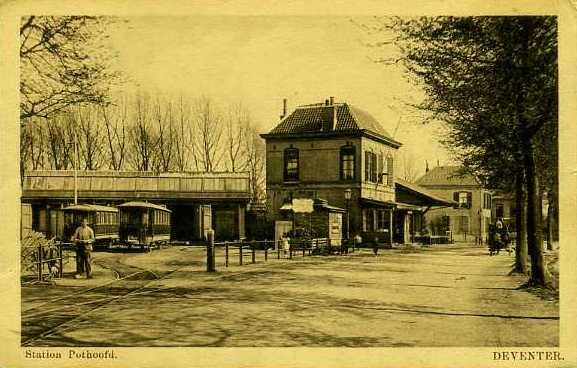
Station Pothoofd te Deventer in 1916